# Chiesa di San Faustino ad Sanguinem
La chiesa di San Faustino ad Sanguinem era un edificio paleocristiano situato a Brescia, edificato nella seconda metà del IV secolo sul luogo della sepoltura e del martirio dei santi Faustino e Giovita.

## Storia
La chiesa di San Faustino ad Sanguinem sorse fuori della porta Cremonese, in un'area occupata da un antico cimitero cristiano detto di San Latino, documentato dalla scoperta della lapide sepolcrale del vescovo Latino, morto nei primi anni del IV secolo.
La connessione tra il cimitero, la chiesa e il culto dei santi Faustino e Giovita è testimoniata da tradizioni antichissime, benché la scarsità di fonti e la complessità delle interpretazioni abbiano generato una bibliografia intricata e non sempre chiarificatrice.
San Latino potrebbe essere stato il fondatore della chiesa, mentre il vescovo Faustino (344-379) sarebbe stato il restauratore, come si leggerebbe nel Martirologio tolonese vaticano del secolo XI, dove si trova la notizia: "IX Kal. mart. Item Scti Faustini Confessoris brixiensis qui corpora sanctorum Faustini et Iovitae collegit", ovvero "21 febbraio. San Faustino confessore bresciano, che raccolse i corpi dei santi Faustino e Giovita".
Un riferimento alla chiesa di San Faustino è presente in una lettera di papa Gregorio Magno del 593, la quale testimonia l'esistenza a Brescia di un edificio sacro dedicato ai due santi, distinto dalla chiesa maggiore.
Nel XII secolo è attestato il titolo San Faustino ad Sanguinem, a richiamare il sangue versato dai martiri, mentre nel 1296 la chiesa venne riedificata in forme romaniche dai Canonici regolari di Santa Croce di Mortara e dedicata a sant'Afra.

## Descrizione
L'antica chiesa di San Faustino ad Sanguinem, documentata già nei primi secoli cristiani, presentava una struttura a tre navate, ciascuna conclusa da una cappella absidata. 
All'interno dell'edificio era presente un'edicola sotterranea (edicula subterranea), destinata alla venerazione delle reliquie dei santi Faustino e Giovita.

## Archeologia
Durante gli scavi archeologici eseguiti nel 1953-1954 sotto l'attuale chiesa di Sant'Angela Merici, sono stati rinvenuti i resti di due aule rettangolari affiancate e orientate, risalenti al IV-V secolo: una di circa 4×10,05 metri e l'altra di circa 7×7,25 metri.
Le strutture murarie conservano tracce di affreschi decorati a finte incrostazioni marmoree: uno zoccolo bianco avorio, sormontato da cornici gialle, suddiviso in riquadri di rosso pompeiano e fondo rosato con losanghe nere.
Secondo l'analisi stilistica, la decorazione si colloca nel solco della tradizione tardoantica, in analogia con gli apparati pittorici della cappella di San Aquilino a Milano (fine IV secolo) e del battistero di Lomello.
I ritrovamenti comprendono anche importanti elementi epigrafici e funerari. In particolare sono stati scoperti:
- Il cosiddetto sarcofago del Passaggio del Mar Rosso opera paleocristiano della fine del III secolo o degli inizi del IV, scolpito con scene riguardanti la Resurrezione, oggi conservato al Museo di Santa Giulia. Certamente proveniente dalla chiesa di San Faustino ad Sanguinem, fu recuperato nel 1945 durante la ricostruzione post-bombardamento della chiesa[8];
- Tre arche in botticino, con coperchio a duplice spiovente e orecchioni angolari;
- Due frammenti epigrafici di rilevante interesse:
  - Il primo frammento, in marmo bianco, misura 265×125 mm e presenta sul recto una iscrizione incompleta in eleganti lettere damasiane del IV secolo, che sono state integrate come MARTiribus Faustino ET IVitae GA UDentius ET SUi[9]. Sotto l'iscrizione si trovano scolpite una piccola colomba e una palma, simboli rispettivamente della purezza e del martirio. Il frammento è attribuibile alla metà del IV secolo e potrebbe essere legato a Gaudenzio, vescovo di Brescia dal 390.
  - Il secondo frammento, in pietra arenaria di Valcamonica, misura 245×155 mm e presenta sul recto un'iscrizione in caratteri barbarici, databile tra il VII e l'VIII secolo, ancora riferita a Faustino e Giovita. Nonostante le lacune, è possibile cogliere un riferimento alla protezione della città di Brescia contro l'eresia ariana.

Questi dati confermano l'esistenza di una comunità cristiana organizzata a Brescia già tra III e IV secolo.